# Município de Salt Creek (condado de Hocking, Ohio)
O município de Salt Creek (em inglês: Salt Creek Township) é um município localizado no condado de Hocking no estado estadounidense de Ohio. No ano de 2010 tinha uma população de 1.210 habitantes e uma densidade populacional de 11,09 pessoas por km².

## Geografia
O município de Salt Creek encontra-se localizado nas coordenadas 39° 24′ 51″ N, 82° 41′ 14″ O. Segundo a Departamento do Censo dos Estados Unidos, o município tem uma superfície total de 109.07 km², da qual 108,64 km² correspondem a terra firme e (0,4 %) 0,43 km² é água.

## Demografia
Segundo o censo de 2010, tinha 1.210 habitantes residindo no município de Salt Creek. A densidade populacional era de 11,09 hab./km². Dos 1.210 habitantes, o município de Salt Creek estava composto pelo 98,35 % brancos, o 0,5 % eram amerindios, o 0,17 % eram asiáticos e o 0,99 % eram de uma mistura de raças. Do total da população o 0,17 % eram hispanos ou latinos de qualquer raça.